# Хронологія морського нафтовидобутку до середини ХХ ст.
Хронологія морського нафтовидобутку до середини ХХ ст.
- — Найдавніші свідчення про видобуток нафти з морського дна походять з Азербайджану і датовані 1803 р., коли мешканець Баку Гаджи Касумбек Мансурбеков спорудив на дні Бібі-Ейбатської бухти два колодязі на відстані 18 і 30 м від берега, обсадивши їх дерев'яними цямринами. Колодязі успішно експлуатувалися до 1825 р, коли були зруйновані штормом. Таким чином, Каспійське море було першим «стривожене» нафтовиками.
- — Перші науково-технологічні обґрунтування та конструкторські рішення сучасних стаціонарних бурових платформ для морського нафтовидобування були розроблені (запатентовані) Томасом Роулендсом у 1869 р.. Розроблена установка була призначена для буріння на мілководді, а її зовнішній вигляд — з чотирма телескопічними ногами, що стоять на дні моря — нагадував сучасну стаціонарну бурову установку. Платформа обслуговували тендерним судном. Беручи до уваги реалії освоєння морських родовищ, зазначимо, що винахід Роулендса випередив час приблизно на півсторіччя.

- — У 1874 р. нафтопромисловці Р. Нобель, Р. Міллер, Б. де Бур і К. Ірецький запропонували проект розробки ділянки дна Бібі-Ейбатської бухти бурінням свердловин і звернулись до Гірничого управління для виділення ділянки, проте їм було відмовлено. Подібне клопотання подав у 1896 р. гірничий інженер В. Згленицький. За його проектом буріння свердловин передбачалося з окремих водонепроникних помостів (4 м над поверхнею моря), що споруджувались на дерев'яних палях, забитих у дно бухти. Передбачалася наявність ємності на 3 тис. т для зберігання нафти і експлуатація нафтоналивної баржі для її транспорту. Цей проект був також відхилений. У 1905 р. інженер М. Заковенко висунув новаторський проект буріння свердловин з плавучої бурильної установки, розміщеної на кесон-понтоні. Проте Гірничий департамент погодився освоювати Бібі-Ейбатську бухту лише шляхом засипання прибережних морських ділянок ґрунтом і розміщення бурового обладнання на «штучному суходолі». Для керівництва робіт з України запросили інженера П. Потоцького, який керував будівництвом каналу Херсон-Очаків в усті Дніпра. У 1910 р. розпочалось будівництво огороджувального молу, а потім засипання понад 211 га морського дна, яке тривало 8,5 років. Масштабні здобутки приватних нафтових компаній були «націоналізовані» після окупації Азербайджану Червоною армією. Буріння перших десяти свердловин на «штучному суходолі» розпочалося лише в 1923 р.
- — У США буріння з поверхні води в США розпочали в кінці 1880-х рр. на озерах і болотах штату Луїзіана, де перші бурові установки були змонтовані на помостах, підтримуваних дерев'яними палями. У 1891 р. перші нафтові свердловини були пробурені з помостів, побудованих на штабелях у прісних водах Великого озера Сен-Марис, штат Огайо. Свердловини були пробурені невеликими місцевими компаніями Bryson, Riley Oil, German-American та Banker's Oil. Інші ранні підводні буріння виконані на канадській стороні озера Ері у 1900-х та на озері Каддо у штаті Луїзіана в 1910-х роках. У 1920-х роках розпочались бурові роботи з дерев'яних платформ на озері Маракайбо у Венесуелі, які розкрили одне з найбільших нафтових родовищ світу.
- — У 1894 р. у Каліфорнії між пірсами та берегом Санта-Барбари вперше була видобута нафта з морських свердловин. Перше буріння у відкритому морі розпочато в 1897 р. у приливній смузі в Самерланді, Каліфорнія (рис. 6.2). Бурові шиби встановлювали на дерев'яні палі й поєднували з берегом легкими дерев'яними помостами. Під час потужного шторму в 1899 р. частина нафтових веж була зруйнована, морська вода потрапила в свердловини. Оскільки морський видобуток кінця ХІХ ст. не міг конкурувати з інтенсивним і менш ризикованим видобутком на суходолі, каліфорнійські нафтовики на деякий час відмовились від нього.
- — в 1929 р. розпочалася розробка морських ділянок на родовищі «Елвуд» поблизу Санта-Барбари. Засновником морського нафтового промислу в США вважається каліфорнійський нафтовик Генрі Л. Вільямс, який починав буріння зі штучних насипів та естакад у прибережній зоні в Самерланді (1890-ті рр.). — Якщо початок морського свердловинного видобутку відбувся на Тихому океані (Каліфорнія), то найбільш інтенсивний розвиток був пов'язаний з атлантичним узбережжям США і в першу чергу — з Мексиканською затокою. Її узбережжя в штатах Техас і Луїзіана ввійшло в історію нафтовидобування як полігон освоєння геофізичних методів геологорозвідки та способів морського буріння свердловин. Один з таких прикладів — нафтове поле Гус-Крік поблизу міста Бейтаун, Техас. За допомогою геофізичних методів за 9 років (1925—1934 рр.) у Мексиканській затоці було відкрито 69 беззаперечних і 40 імовірних родовищ.
- — На початку 1930-х рр. компанія «Техас Ко», пізніше Тексако (нині Chevron) розробила перші мобільні сталеві баржі для буріння в солоних прибережних районах Мексиканської затоки. У 1937 р. нафтові компанії Pure Oil (зараз Chevron) та її партнер Superior Oil (зараз ExxonMobil) на прибережному шельфі в окрузі Калкасьє, штат Луїзіана, США для розробки нафтоносної підводної ділянки використали постійну платформу.
- — Першою в світі стаціонарною морською платформою, що була споруджена у відкритому морі (за межами прибережної смуги), є, за даними «Книги рекордів Гіннеса», платформа «Нефт-Дашлари» («Нафтові камені», Азербайджан), розташована в 42 км від берега. Дослідження акваторії «Нафтових каменів» і відкриття величезного нафтового родовища (на той час — найбільшого морського родовища в сіті) було здійснене нафтовою експедицією Академії наук Азербайджану в 1946 р. У 1948 р. на маленький кам'яний острівець висадився перший десант геологів і нафтовиків-монтажників (Сабіт Оруджев, Ага Курбан Алієв, Юсиф Сафаров, а також Міністр нафтової промисловості Микола Байбаков), а в 1949 р. тут була отримана перша нафта. У 1958 р. розпочалось будівництво на металевих естакадах навколо платформи «селища на воді» й утворення унікальної морської нафтової бази (рис. 6.3).
- — У 1947 р. американська нафтова компанія «Керр-Макджи» у 10,5 милях від берега (штат Луїзіана) винайшла нафтове родовище і розпочала його розробку за допомоги невеликої основи та тендерного судна. Це було перше тендерне судно за допомоги якого здійснювали буріння на значній відстані від берега.

Таким чином, на початок 1950-х рр. світова нафтова практика використовувала наступні методи освоєння морських родовищ:
1) метод суцільного засипання з огороджувальним молом (буріння зі штучно утвореного суходолу);
2) розробка свердловинами, пробуреними зі спеціальних помостів або платформ на палях, пов'язаних з берегом естакадами;
3) буріння донної морської ділянки з берега чи морських помостів похилими свердловинами;
4) буріння із спеціально обладнаних плавучих барж і понтонів, які транспортували на місця буріння окремими суднами;
5) буріння зі штучних основ із використанням тендерних суден.